# Praeophthalmidium
Praeophthalmidium es un género de foraminífero bentónico de la familia Ophthalmidiidae, de la superfamilia Cornuspiroidea, del suborden Miliolina y del orden Miliolida. Su especie tipo es Ophthalmidium orbiculare. Su rango cronoestratigráfico abarca desde el Hettangiense hasta el Pliensbachiense (Jurásico inferior).

## Discusión
Clasificaciones más recientes incluyen Praeophthalmidium en la superfamilia Nubecularioidea.

## Clasificación
Praeophthalmidium incluye a las siguientes especies:
- Praeophthalmidium orbiculare †
- Praeophthalmidium tricki †

En Praeophthalmidium se ha considerado el siguiente subgénero:
- Praeophthalmidium (Eoophthalmidium), aceptado como género Eoophthalmidium